# アウグスト・フェルディナント・メビウス
アウグスト・フェルディナント・メビウス（August Ferdinand Möbius、1790年11月17日 - 1868年9月26日）は、ドイツの数学者（専門はトポロジー、整数論など）、理論天文学者。
ザクセン＝アンハルト地方生まれ。ライプツィヒ大学教授。カール・フリードリヒ・ガウスに師事した。

## 業績
「メビウスの帯」（Möbius band、メビウスの輪ともいう）の発見で有名。実際にはドイツのフランクフルトの数学者ヨハン・ベネディクト・リスティング（de:Johann Benedict Listing）も同時期に発見している。論文の出版はリスティングのほうが4年早く、メビウスはリスティングの論文を引用して紹介している。
また彼の名をとったメビウス関数は、数論の重要な関数のひとつである。
世界で初めて四色問題を提出したといわれることがあるが、誤りである。メビウスが1840年に提出したのは「5つの国が互いに隣り合うことができるか？」という趣旨のパズルで、これは四色問題よりもはるかに易しい。四色問題の定式化は、1852年にフランシス・ガスリーが行った。
彼の名をとった小惑星もある（28516 Möbius）。